# Lucenay-lès-Aix
Lucenay-lès-Aix ist eine französische Gemeinde mit 951 Einwohnern (Stand: 1. Januar 2022) im Département Nièvre in der Region Bourgogne-Franche-Comté. Sie gehört zum Arrondissement Nevers und zum Kanton Decize.

## Geographie
Lucenay-lès-Aix liegt etwa 18 Kilometer nordöstlich von Moulins. Umgeben wird Lucenay-lès-Aix von den Nachbargemeinden Cossaye im Norden, Gannay-sur-Loire im Osten, La Chapelle-aux-Chasses im Südosten und Süden, Chézy im Süden, Gennetines im Südwesten, Saint-Ennemond im Westen sowie Toury-Lurcy im Nordwesten.

## Bevölkerungsentwicklung
| Jahr                       | 1962 | 1968 | 1975 | 1982 | 1990 | 1999 | 2006 | 2013 | 2019 |
| Einwohner                  | 1628 | 1554 | 1419 | 1218 | 1139 | 1048 | 1050 | 1005 | 981  |
| Quellen: Cassini und INSEE |      |      |      |      |      |      |      |      |      |

## Sehenswürdigkeiten

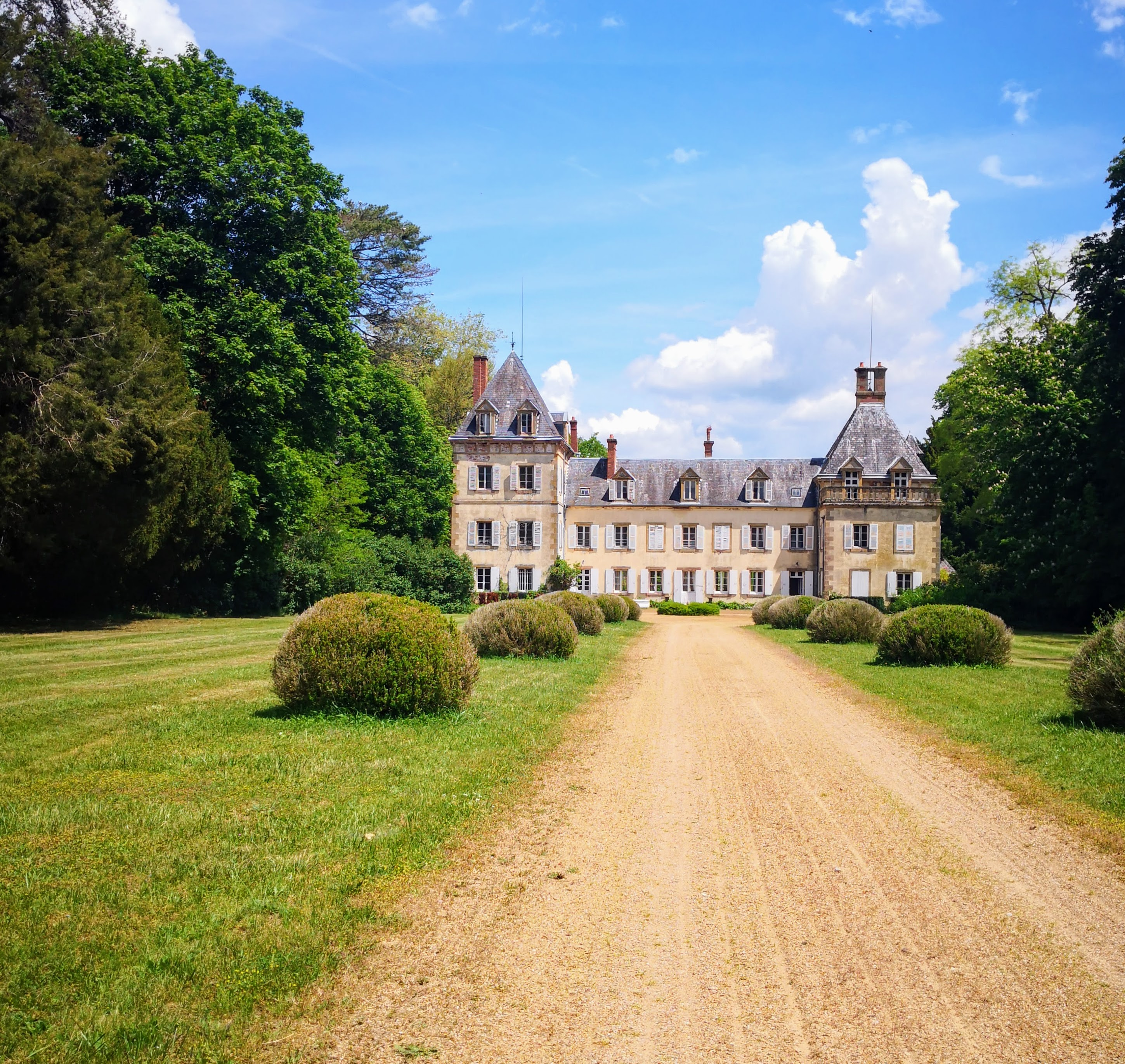
Schloss Auzun

- Kirche Saint-Gervais
- Kirche Saint-Genest
- Kirche Saint-Romain
- Schloss Auzun